# 龟井胜一郎

龟井胜一郎（日语：亀井勝一郎/かめい かついちろう，1907年2月6日—1966年11月14日），日本的文艺评论家，专门从事研究日本古典文学和现代文学。

## 生平
1907年，出生。
1926年，进入东京帝国大学文学院美学系。
1927年，加入新人会。
1928年，加入马克思主义艺术研究会。
1929年，退学。
1932年，加入无产阶级作家同盟。
1942年，任日本文艺家协会副理事长。
1966年，去世。

## 著作
- 《大和古寺风物志》(1943年)
- 《我的精神遍历》（1951年）
- 《岛崎藤村论》(1953年)
- 《太宰治研究》(1956年)
- 《知识分子的肖像》
- 《日本人的肖像》
- 《日本人的典型》
- 《现代作家论》
- 《中国纪行》(1962年)